# Puta Mili
Puta Mili fue una revista satírica publicada semanalmente por Ediciones El Jueves desde el 1 de julio de 1992, que hacía escarnio del servicio militar y por extensión del ejército español, presentando historietas que hablaban mayormente sobre la vida en el cuartel. Dirigida por Maikel y luego Albert Monteys, alcanzó los 264 números antes de desaparecer el 15 de julio de 1997, coincidiendo con la profesionalización de las fuerzas armadas en España.

## Trayectoria
El 1 de julio de 1992, Ediciones El Jueves lanzó al mercado esta revista, aprovechando el tirón de la popular serie de Ivà Historias de la puta mili. Incorporaba otras series encargadas ex-profeso a autores de la casa, como el propio Maikel, Raf, Carlos Azagra o José Orcajo, ninguno de los cuales había hecho la mili.
| Años       | Números     | Título                      | Autoría          | Procedencia |
| ---------- | ----------- | --------------------------- | ---------------- | ----------- |
| 01/07/1992 | 1-          | Diario de un recluta        | Maikel           | Nueva       |
| 01/07/1992 | 1-          | Historias de la puta mili   | Ivà              | El Jueves   |
| 01/07/1992 | 1-          | El Quinto Tercio            | José Orcajo      | Nueva       |
| 01/07/1992 | 1-          | Pako Jeta, el ke más objeta | Carlos Azagra    | Nueva       |
| 01/07/1992 | 1-          | Manolo                      | Manel Ferrer     | El Papus    |
| 01/07/1992 | 1-75,78-264 | La Fragata Capadora         | Raf              | Nueva       |
| 1992       | 15-         | La patrulla capulla         | Idígoras y Pachi | Nueva       |

Con su número 46, correspondiente a la semana del 12 al 18 de mayo de 1993, la revista aumentó de 23 a 30 páginas y de 125 a 150 pesetas, incluyendo nuevas series:
| Años    | Números         | Título                                          | Autoría                       | Procedencia                      |
| ------- | --------------- | ----------------------------------------------- | ----------------------------- | -------------------------------- |
| 05/1993 | 46-126,128-264. | Isidoro Piñonfijo                               | Ozeluí                        | Nueva                            |
| 05/1993 | 46-             | Klaus & Bruno                                   | Bié y Map                     | Nueva                            |
| 05/1993 | 46-264.         | La Capitana Diana                               | Juan Álvarez y Jorge G.       | Nueva                            |
| 05/1993 | 46-             | Manual de la puta mili, por el sargento Bolinga |                               | Nueva                            |
| 05/1993 | 46-             | Arsenio el turuta                               | Antoni Guiral y Pascual Ferry | Nueva                            |
| 05/1993 | 46-264          | Emilia/o                                        | Manel Fontdevila              | Nueva, precedente de La Parejita |

Posteriormente, incorporó:
| Años    | Números | Título                                  | Autoría       | Procedencia |
| ------- | ------- | --------------------------------------- | ------------- | ----------- |
| 06/1993 | 53-     | Casos y cosas caquis                    | Kalitos       | Nueva       |
|         |         | Cornejo, teniente de acero ¡inoxidable! | Maikel        | Nuevo       |
|         |         | Historias de teléfonos                  | Revilla       | Nueva       |
| 05/1994 | 100-    | Los kakikachondos                       | Jordi Nabau   | Nueva       |
| 07/1995 |         | Rafaelito Matador                       | Pablo Velarde | Nueva       |

En 1997, Monteys sustituye a Maikel como director de la revista.
Su último número fue el 264, publicado el 15 de julio de 1997.
Se publicaron álbumes recopilatorios al estilo de la colección "Pendones del humor" de la revista El Jueves en la "Colección Puta Mili". Constó de 5 números:
| Años | Números (Revista)                                                                   | Título                                     | Autoría                 |
| ---- | ----------------------------------------------------------------------------------- | ------------------------------------------ | ----------------------- |
| 1994 | 1-18,20-62.                                                                         | La fragata capadora: Coñas marineras       | Raf                     |
| 1995 | 54-93,95-110,112-116.                                                               | Isidoro Piñónfijo: ¡De armas tomar!        | Ozeluí                  |
| 1995 | 46-84,86-105.                                                                       | La capitana Diana                          | Juan Álvarez y Jorge G. |
| 1995 | 82,85-86, 91, 93, 95-96, 106-115, 120-129, 131-148, 150-158.                        | Cornejo, el teniente de acero (Inoxidable) | Maikel                  |
| 1995 | 46-57, 59-62, 67-75, 77-82, 84-85, 87-95, 97-99, 101-104,106-109, 111-113, 115-118. | Emilia/o                                   | Manel Fontdevila        |